# Valravn

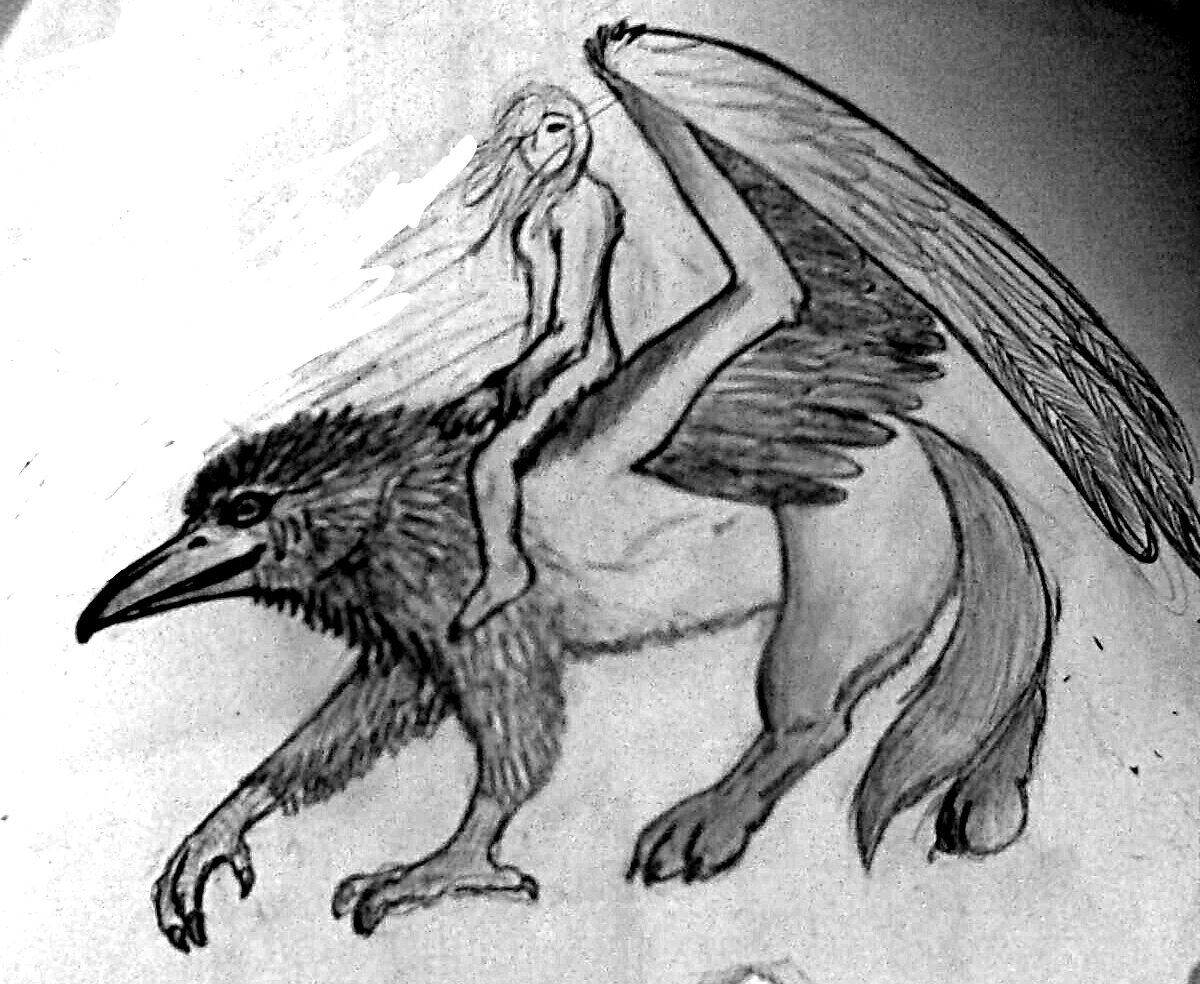
Un Valravn in forma ibrida, metà lupo e metà corvo

Nel folclore danese, un valravn (in danese "corvo degli uccisi") è un uccello mitologico. I valravne appaiono in tradizionali canti popolari danesi, in cui sono descritti come corvi che consumano i corpi dei morti sul campo di battaglia, oppure in grado di trasformarsi in cavaliere dopo aver consumato il cuore di un bambino, in altri casi ancora viene descritta una creatura per metà lupo e metà corvo.

## Folklore
In accordo con ciò che si può trovare nel Prøver af danske Folkesagn (Esempi di Fiabe danesi, pubblicato tra il 1819 e il 1823), ad opera dello storico e scrittore danese Just Mathias Thiele, quando un re o un capo di Stato veniva ucciso in battaglia e non fosse trovato e sepolto, i corvi giungevano per cibarsene. Divenivano, così, valravne, acquisendo la conoscenza umana e la capacità di compiere atti maligni; a causa di questa peculiarità veniva attribuito loro l'appellativo di "creature malvagie", atte a deviare gli uomini dalla rettitudine.
In un altro resoconto, un valravn, è descritto come un'anima senza pace in cerca di redenzione che vola di notte (ma mai giorno) e non può liberarsi dal suo volto animale se non consumando il sangue di un bambino. Questa versione trova riscontro in un canto popolare danese che racconta come, dopo aver rifiutato delle ricche offerte, il valravn stringe un accordo con una giovane donna promettendole di farla ricongiungere al suo fidanzato in cambio del primogenito di lei. Stretto il patto, il valravn volò via; passato del tempo, alla felice coppia nacque un figlio, fu allora che il valravn si ripresentò alla donna, chiedendole se rammentava la promessa fattagli. Il valravn volò via per la seconda volta, portando con sé il bambino; quando la creatura aprì a forza il petto, divorò il cuore e bevve il sangue dell'infante si tramutò, infine, in cavaliere. Di questa canzone popolare venne fatta una reinterpretazione, nel 1997, dalla band electro-folk Sorten Muld, dal titolo Ravnen.
Nella raccolta di ballate folkloristiche, "Danske Folkeviser i Udva lg" pubblicate nel 1910 e tradotte da Axel Olrik e Ida Falbe-Hansen, i valravne vengono descritti come creature per metà lupo e metà corvo.

## Interpretazioni e teorie
Secondo lo studioso tedesco del XIX secolo, Jacob Grimm, il " vilde ravn o vilde valravn "(in danese, " corvo selvatico o Valravn selvaggio ") prende "esattamente il posto del diabolico troll" nelle canzoni popolari danesi. Grimm propose anche un nome, in antico alto tedesco, equivalente al danese valravn: walahraban .

## Influenza moderna
- Il valravn è stato fonte d'ispirazione per la stesura di una raccolta di storie brevi all'inizio del XX secolo.
- Un gruppo musicale delle Fær Øer che svolge un ibrido di musica tradizionale ed elettronica, chiamato Valravn.
- Valravn è una rivista di neopaganesimo germanico, pubblicata in 24 numeri in Danimarca dal 2002 al 2007.
- Valravn è il nome di uno dei boss del videogioco Hellblade: Senua's Sacrifice, sviluppato da Ninja Theory. Nel gioco egli è raffigurato come il dio dei corvi e dell'illusione; brandisce due lame ricurve e per raggiungerlo è necessario superare una serie di prove basate sull'utilizzo di speciali portali in grado di distorcere e modificare la realtà. Una volta sconfitto unitamente al dio del fuoco Surtr, permetterà alla protagonista l'accesso al ponte che conduce al regno di Hel.